# Перголозо (Болоња)
Перголозо (итал. Pergoloso) је насеље у Италији у округу Болоња, региону Емилија-Ромања.
Према процени из 2011. у насељу је живело 201 становника. Насеље се налази на надморској висини од 532 м.